# Xinping (köping i Kina, Sichuan, lat 30,41, long 103,79)
Xinping (kinesiska: 新平镇, 新平) är en köping i Kina. Den ligger i provinsen Sichuan, i den sydvästra delen av landet, omkring 38 kilometer sydväst om provinshuvudstaden Chengdu.
Genomsnittlig årsnederbörd är 1 367 millimeter. Den regnigaste månaden är juli, med i genomsnitt 383 mm nederbörd, och den torraste är januari, med 12 mm nederbörd.